# Rodinia

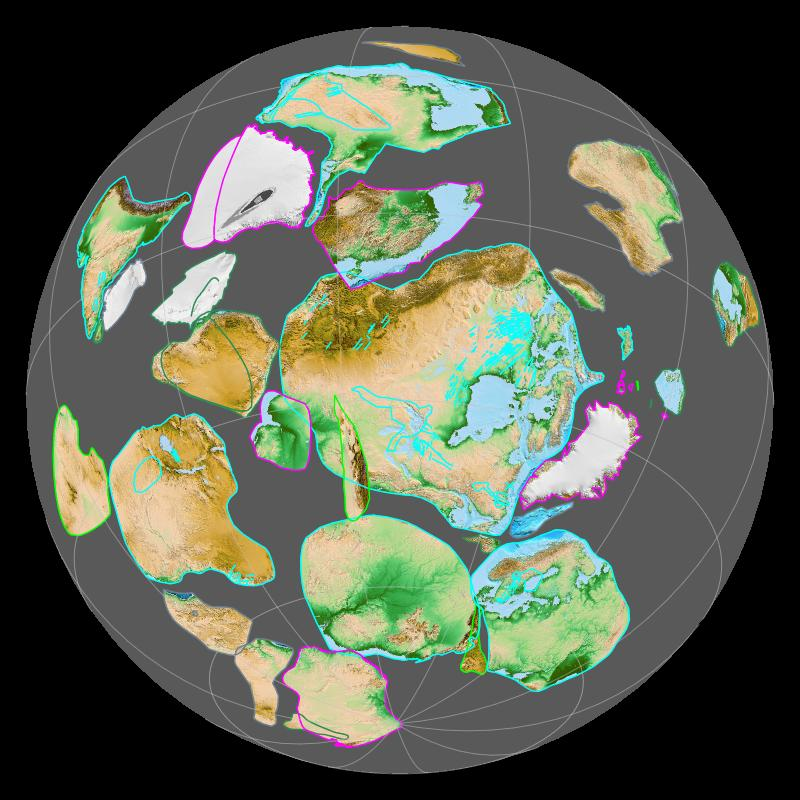
Rodina khoảng 900 triệu năm trước, theo Li et al. 2008.

Trong địa chất học, Rodinia là danh từ để chỉ tới một siêu lục địa đã hình thành và tan vỡ trong đại Tân Nguyên Sinh (Neoproterozoic). Rodinia được cho là hình thành khoảng 1 tỷ năm trước đây và nó bao gồm phần lớn hoặc là tất cả các lục địa hiện nay của Trái Đất. Người ta cũng cho rằng nó vỡ ra thành 8 lục địa khoảng 750 triệu năm trước.

Sự trôi dạt của các lục địa

Chuyển động của các lục địa trước khi hình thành Rodinia là không biết rõ. Tuy nhiên, chuyển động của các khối lục địa sau khi Rodinia tan vỡ được hiểu khá rõ ràng và nó vẫn là đề tài nghiên cứu. Tám lục địa được tạo ra từ Rodinia sau đó đã liên kết lại thành một siêu lục địa gọi là Pannotia và sau đó là Pangaea.
Rodinia có nguồn gốc từ tiếng Nga và Bungary là Rodina, có nghĩa là "quê hương" hay "tổ quốc", nó được sử dụng trong một số các ngữ cảnh khác nhau.
Ngày 25/2/2013, BBC đưa tin giáo sư Trond Torsvik ở Đại học Oslo tuyên bố đã tìm thấy các mẫu khoáng chất Zircon thuộc nhóm Silicat đảo được chiết xuất từ cát trên bãi biển của Mauritius, một đảo quốc nằm ở phía tây nam Ấn Độ Dương; Zircon là khoáng chất đặc trưng trong lớp vỏ của lục địa rất cổ, từ 61-83,5 triệu năm trước.